# Lemma di Kronecker
In matematica, il lemma di Kronecker è un risultato sulla relazione tra la convergenza di una successione e la convergenza di una particolare serie relativa ad essa.  Il lemma è spesso utilizzato nelle dimostrazioni di teoremi sulle somme di variabili aleatorie indipendenti, come la legge dei grandi numeri. Il nome del lemma è dovuto al matematico tedesco Leopold Kronecker.

## Il lemma
Se {\displaystyle (x_{n})_{n=1}^{\infty }} è una successione infinita di numeri reali tale che
{\displaystyle \sum _{m=1}^{\infty }x_{m}=s}
esiste ed è finito, allora per ogni successione crescente {\displaystyle 0<b_{1}\leq b_{2}\leq b_{3}\leq \ldots } e {\displaystyle b_{n}\to \infty } si ha che
{\displaystyle \lim _{n\to \infty }{\frac {1}{b_{n}}}\sum _{k=1}^{n}b_{k}x_{k}=0.}

### Dimostrazione
Siano {\displaystyle S_{k}} le somma parziali della successione {\displaystyle x_{n}}. Usando la sommazione per parti,
{\displaystyle {\frac {1}{b_{n}}}\sum _{k=1}^{n}b_{k}x_{k}=S_{n}-{\frac {1}{b_{n}}}\sum _{k=1}^{n-1}(b_{k+1}-b_{k})S_{k}}
Preso un {\displaystyle \epsilon >0}, si sceglie {\displaystyle N} in modo che {\displaystyle |S_{k}-s|<\epsilon } per ogni {\displaystyle k>N}, sempre possibile poiché la successione converge a {\displaystyle s}. Allora il membro destro è:
{\displaystyle S_{n}-{\frac {1}{b_{n}}}\sum _{k=1}^{N-1}(b_{k+1}-b_{k})S_{k}-{\frac {1}{b_{n}}}\sum _{k=N}^{n-1}(b_{k+1}-b_{k})S_{k}}
{\displaystyle =S_{n}-{\frac {1}{b_{n}}}\sum _{k=1}^{N-1}(b_{k+1}-b_{k})S_{k}-{\frac {1}{b_{n}}}\sum _{k=N}^{n-1}(b_{k+1}-b_{k})s-{\frac {1}{b_{n}}}\sum _{k=N}^{n-1}(b_{k+1}-b_{k})(S_{k}-s)}
{\displaystyle =S_{n}-{\frac {1}{b_{n}}}\sum _{k=1}^{N-1}(b_{k+1}-b_{k})S_{k}-{\frac {b_{n}-b_{N}}{b_{n}}}s-{\frac {1}{b_{n}}}\sum _{k=N}^{n-1}(b_{k+1}-b_{k})(S_{k}-s).}
Ora, facendo tendere {\displaystyle n} all'infinito, il primo termine tende a {\displaystyle s}, che si cancella con il terzo. Il secondo termine va a zero (poiché la sommatoria è su un numeri finito di termini). Dal momento che la successione {\displaystyle b} è crescente, l'ultimo addendo è maggiorato da {\displaystyle \epsilon (b_{n}-b_{N})/b_{n}\leq \epsilon }. Quindi riassumendo, per ogni {\displaystyle \epsilon >0} si può trovare un {\displaystyle N} tale che 
{\displaystyle \left|{\frac {1}{b_{n}}}\sum _{k=1}^{n}b_{k}x_{k}\right|<\epsilon }
per ogni {\displaystyle n>N}, e allora per definizione di limite di una successione si ha che
{\displaystyle \lim _{n\to \infty }{\frac {1}{b_{n}}}\sum _{k=1}^{n}b_{k}x_{k}=0.}